# St. Nicolaus (Kollenbey)

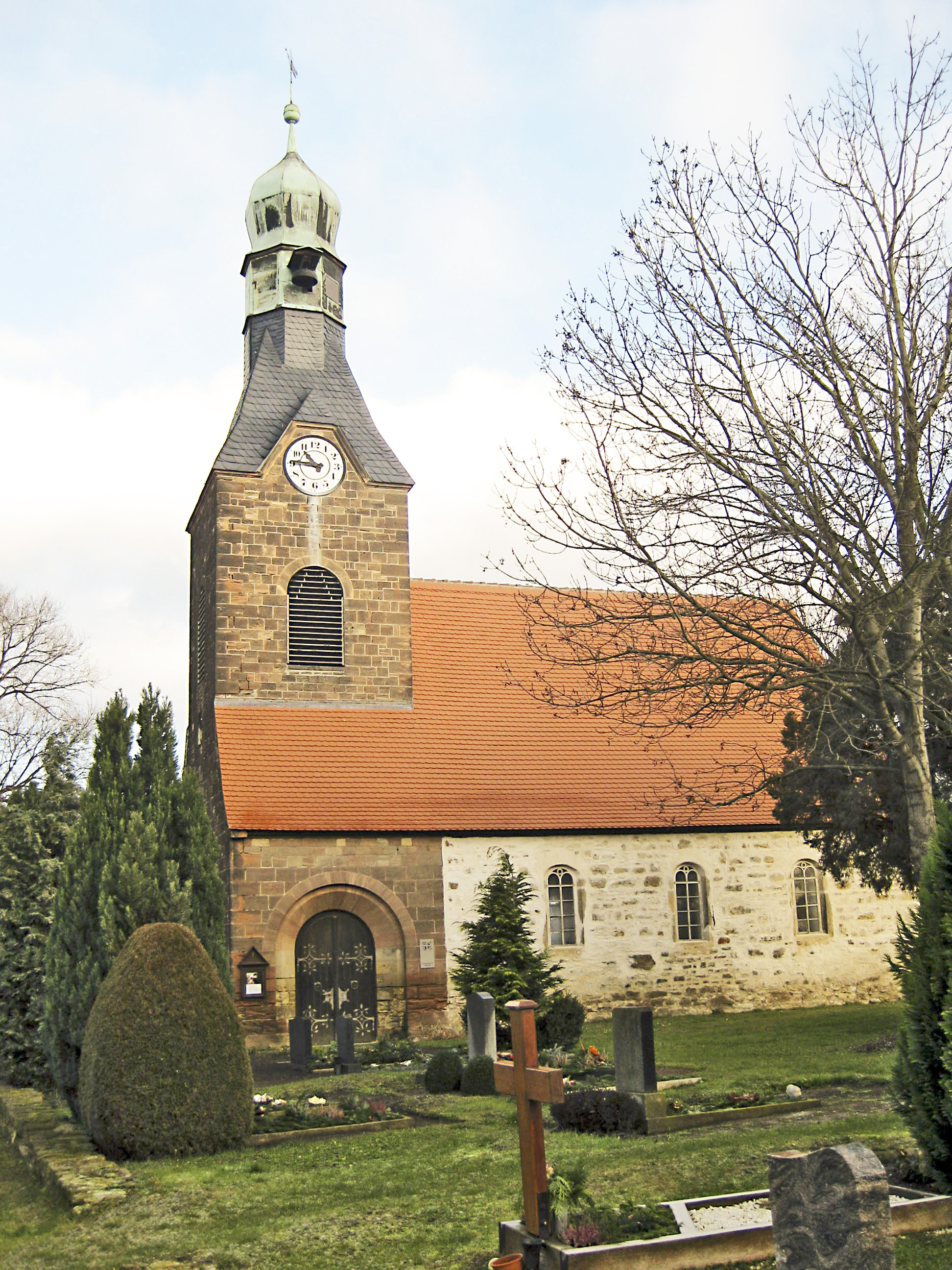
St. Nicolaus (2013)

St. Nicolaus Kollenbey ist eine denkmalgeschützte Kirche im Ort Kollenbey der Gemeinde Schkopau in Sachsen-Anhalt. Im örtlichen Denkmalverzeichnis ist sie unter der Erfassungsnummer 094 20862 als Baudenkmal verzeichnet. Sie gehört zum Pfarramt Merseburg St. Viti im Kirchenkreis Merseburg der Evangelischen Kirche in Mitteldeutschland. Die Kirche ist dem heiligen Nikolaus von Myra geweiht. Sie steht auf dem Friedhof des Ortes.

## Geschichte
Vom Baustil her sind die ältesten Teile von St. Nicolaus auf das 12. oder 13. Jahrhundert zu datieren. Das heutige Aussehen erhielt die Kirche 1877 mit der Errichtung des westlichen Teils einschließlich des Turmes. Nach 1990 wurde die Kirche saniert.

## Architektur
Die Kirche in Kollenbey ist eine Saalkirche mit Tonnengewölbe auf einer Grundfläche von etwa 20 × 10 Meter. Der ältere östliche Teil mit einem Drei-Achtel-Schluss nach Osten ist ein verputzter Bruchsteinbau, während der jüngere westliche mit dem Turm als Quadermauerwerk ausgeführt ist. Die Kirche besitzt ein Walmdach.

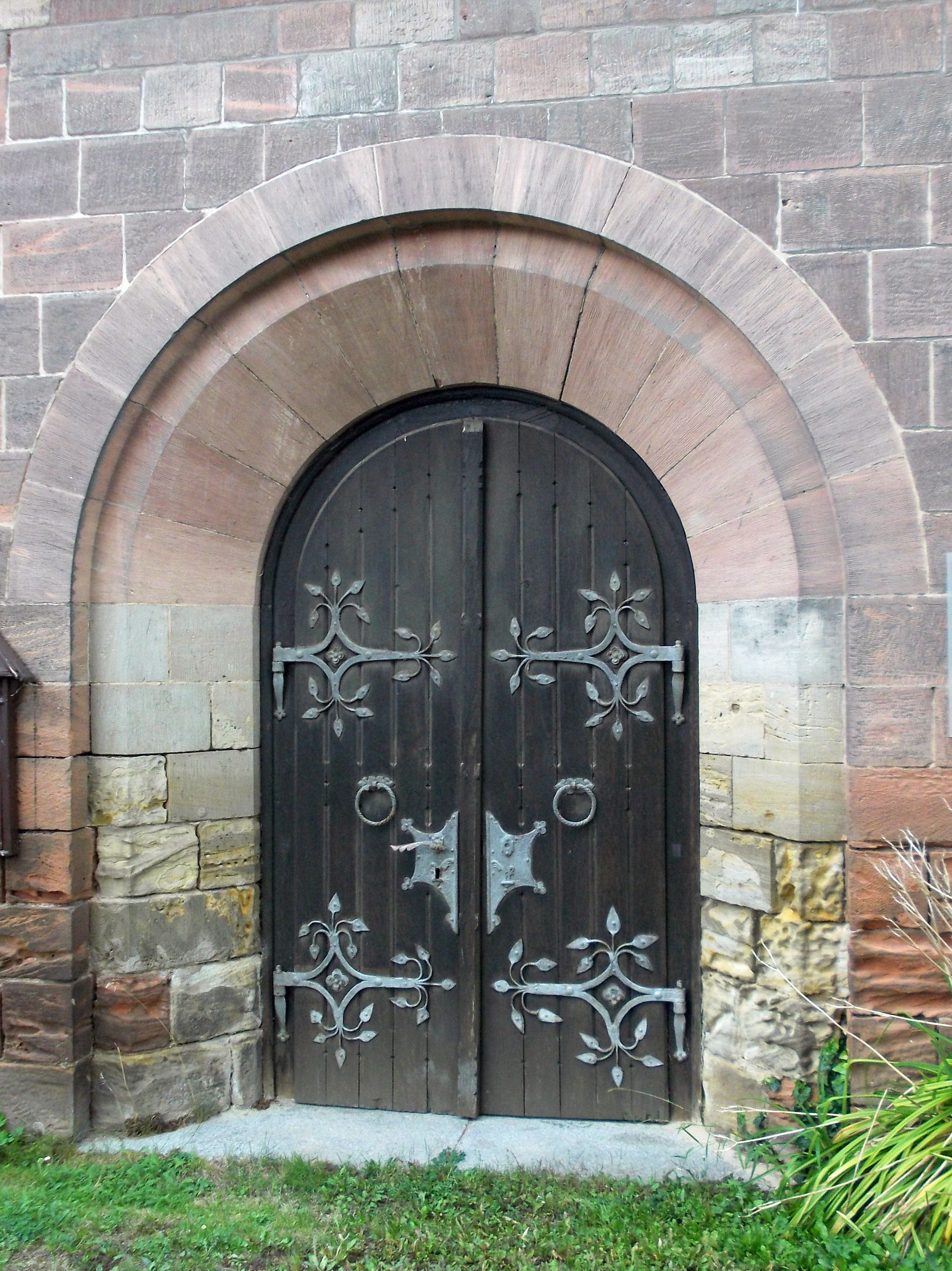
Portal an der Südseite
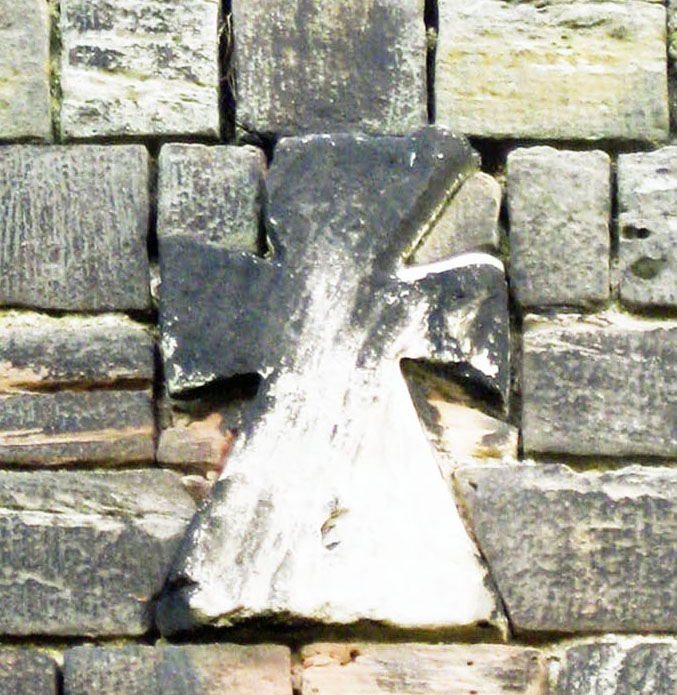
Sühnekreuz am Turm

Der ältere Teil der Kirche weist auf beiden Seiten drei Rundbogenfenster auf und zwei weitere am Ostabschluss. Der Zugang erfolgt durch ein zweiflügeliges Rundbogenportal an der Südseite des Turmbereichs. Der Turm beginnt aus dem Dach wachsend mit quadratischem Querschnitt und geht, schiefergedeckt, in eine achteckige geschlossene Laterne mit kupfergedeckter Haube und Wetterfahne mit der Jahreszahl 1877 über. Nach der Südseite weist er eine Uhr auf.
Unter dem westlichen der drei rundbogigen Schalllöcher des Turmes ist ein 75 cm hohes und 43 cm breites Tatzenkreuz eingemauert.  Es wird als Sühnekreuz gedeutet. Seine Herkunft ist nicht bekannt.

## Ausstattung
Der Hauptaltar der Kirche ist als Kanzelaltar ohne bildliche Darstellungen gestaltet, verziert nur durch ornamentale Schnitzereien. An der südlichen Seitenwand hängt ein gotischer Flügelaltar mit geschnitzten Figuren, vermutlich aus der vorreformatorischen Zeit der Kirche.
Der Kirchenraum ist beheizbar durch einen Kanonenofen an der Nordwand mit einem Abzug in einen eigenen Schornstein.
An der Westseite erhebt sich eine Empore mit einer kleinen Orgel, die 1884 durch die Orgelbaufirma Wilhelm Rühlmann aus Zörbig errichtet wurde. Sie besitzt sechs Register auf einem Manual und einem Pedal. Ihre Disposition lautet wie folgt:
| Manual C–f3 |           |    |
| 1.          | Principal | 8′ |
| 2.          | Hohlflöte | 8′ |
| 3.          | Gedackt   | 8′ |
| 4.          | Gambe     | 8′ |
| 5.          | Octave    | 4′ |

| Pedal C–d1 |         |     |
| 6.         | Subbass | 16′ |

- Koppeln: Pedalkoppel